# Jimmy Pop
James Moyer Franks (Trappe, Pensilvania, 27 de agosto de 1972), más conocido como Jimmy Pop, es un músico estadounidense conocido por ser el vocalista, guitarrista, compositor principal y cofundador de la banda Bloodhound Gang junto con Daddy Long Legs.
Después de graduarse de Perkiomen Valley High School en 1990, estudió la comunicación de masas e historia en la Universidad de Temple, donde conoció al bajista de The Bloodhound Gang Jared "Evil Jared Hasselhoff" Hennegan. También fundó la Jimmy Franks Recording Company, una etiqueta que edita discos Bloodhound Gang, así como a otras bandas como Helltrain, regalo de Isabel, y HIM. También fue un escritor que contribuyen a pop-sátira POPsmear de Cultura de la publicación en todo el decenio de 1990. Le ofrecieron una posición como interno en el Show de Howard Stern, pero tuvo que rechazarlo después de firmar contrato con su primer contrato discográfico (con el Bloodhound Gang).